# 布里蒙
布里蒙（法語：Brimont，法語發音：[bʁimɔ̃]）是法国马恩省的一个市镇，位于该省北部偏西，属于兰斯区。

## 地理
布里蒙（49°20'27"N, 4°1'30"E）面积12.61 平方千米，位于法国大東部大區马恩省，该省份为法国东北部内陆省份，北起阿登省，西北接埃纳省，西南接塞纳-马恩省，南至奥布省，东南接上马恩省，东临默兹省。
与布里蒙接壤的市镇（或旧市镇、城区）包括：奥兰维尔、欧梅南库尔、贝尔梅里库尔、贝特尼、库尔西、勃艮第-弗雷讷。

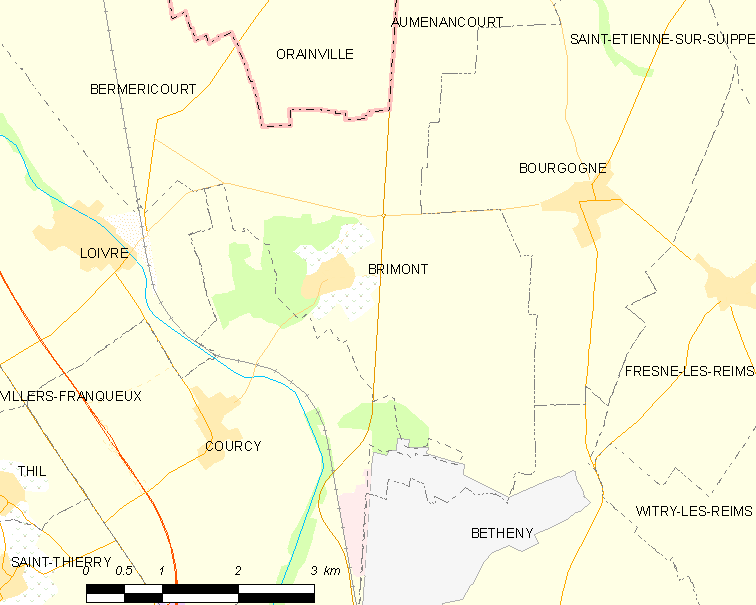
布里蒙的OSM定位图

布里蒙的时区为UTC+01:00、UTC+02:00（夏令时）。

## 行政
布里蒙的邮政编码为51220，INSEE市镇编码为51088。

## 政治
布里蒙所属的省级选区为勃艮第-弗雷讷县。

## 人口

1962-2008年间布里蒙人口变化图示

布里蒙于2022年1月1日时的人口数量为453人。